# Preah Vihear

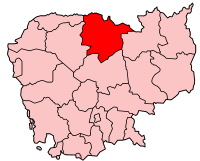
Provinsens läge i Kambodja

Preah Vihear är en provins i norra Kambodja. Huvudstaden är Phnom Tbeng Meanchey. Provinsen har fått sitt namn efter Preah Viheartemplet.

## Administrativ indelning
Provinsen är indelad i sju distrikt.
- 1301 Chey Saen - ជ័យស៊ាន
- 1302 Chhaeb - ឈ្នែប
- 1303 Choam Khsant - ជាំក្សាន្ត
- 1304 Kuleaen - គូលេន
- 1305 Rovieng - រវៀង
- 1306 Sangkom Thmei - សង្គមថ្មី
- 1307 Tbaeng Meanchey - ត្បែងមានជ័យ